# 普爾角
普爾角（英語：Pull Point），是南極洲的海岬，位於南喬治亞群島，處於普賴德角以南0.9公里的埃爾塞胡爾灣東部，在1931年由英國海軍繪入地圖，由英國海外領土管轄。